# Tour des Flandres 1945
Le Tour des Flandres 1945 est la 29e édition du Tour des Flandres. La course a lieu le 10 juin 1945, avec un départ à Gand et une arrivée à Wetteren sur un parcours de 222 kilomètres. 
Le vainqueur final est le coureur belge Sylvain Grysolle, qui s’impose en solitaire à Wetteren. Les Belges Albert Sercu et Joseph Moerenhout complètent le podium.

## Classement final
|    | Coureur                 | Pays     | Équipe         | Temps           |
| -- | ----------------------- | -------- | -------------- | --------------- |
| 1  | Sylvain Grysolle        | Belgique |                | 6 h 21 min 00 s |
| 2  | Albert Sercu            | Belgique | Dilecta-Wolber | + 15 s          |
| 3  | Joseph Moerenhout       | Belgique | Dilecta-Wolber | m. t.           |
| 4  | Martin Van den Broeck   | Belgique |                | m. t.           |
| 5  | Arthur Mommerency       | Belgique |                | m. t.           |
| 6  | Edward Van Dyck         | Belgique |                | m. t.           |
| 7  | Eugeen Jacobs           | Belgique |                | m. t.           |
| 8  | Odiel Vanden Meerschaut | Belgique |                | m. t.           |
| 9  | Robert van Eenaeme      | Belgique |                | m. t.           |
| 10 | Emiel Faignaert         | Belgique | Groene Leeuw   | m. t.           |